# HMS Fowey (L15)
«Фовей» (англ. HMS Fowey (L15) — військовий корабель, шлюп типу «Шоргам» Королівського військово-морського флоту Великої Британії за часів Другої світової війни.
Корабель взяв активну участь у бойових діях на морі в Другій світовій війні, бився у Північній Атлантиці, біля берегів Франції, Англії та Норвегії, супроводжував арктичні та атлантичні конвої. За проявлену мужність та стійкість у боях бойовий корабель заохочений бойовою відзнакою.

## Історія створення
Шлюп «Фовей» був закладений 24 березня 1930 року на верфі HMNB Devonport у Девонпорті. 4 листопада 1930 року він був спущений на воду, а 11 вересня 1931 року увійшов до складу Королівських ВМС Великої Британії.

## Історія служби
Після введення до строю шлюп перейшов у підпорядкування британських сил, що діяли в Перській затоці. Тут корабель служив до серпня 1939 року. Після проведення циклу ремонтних робіт у Бомбеї, його перевели до Портсмута.
30 січня 1940 року в ході узгодженої атаки французьких есмінців «Гепард», «Вальмі», британських есмінця «Вітшед», шлюпа «Фовей» та протичовнового літака Short Sunderland південно-західніше від британських островів Сіллі був знищений німецький ПЧ U-55.
21 червня 1940 року човен U-47 капітан-лейтенанта Гюнтера Пріна атакував торпедами одночасно три транспортних судна з конвою HX 49. Дві торпеди пройшли мимо цілей, а одна влучила в британський танкер «Сан-Фернандо» водотоннажністю 13 056 тонн, який з 13 500 тоннами сирої нафти та 4200 тоннами мазуту прямував з Кюрасао до Англії. Уражений танкер був узятий на буксирування двома буксирами, але через важкі пошкодження наступного дня затонув, екіпаж із 49 чоловік підібрали «Фовей» та «Сендвіч».
21 листопада 1943 року фрегат «Фовей» і шлюп «Крейн» глибинними бомбами потопили з усім екіпажем німецький ПЧ U-538.